# 퇴수정
퇴수정(退修亭)은 대한민국 전북특별자치도 남원시에 있는, 조선 후기에 벼슬을 지낸 박치기가 1870년에 세운 정자이다. 2000년 11월 17일 전라북도의 문화재자료 제165호로 지정되었다.

## 개요
조선 후기에 벼슬을 지낸 박치기가 1870년에 세운 정자이다.
박치기는 벼슬에서 물러나 심신을 단련하기 위해 이 정자를 지었다고 한다. 그래서 정자 이름을 ‘퇴수정’이라고 하였다.
정자 앞으로는 시냇물이 흐르고 뒤에는 암석이 높게 솟아 있다. 받침부에 사각형 주춧돌을 놓고 그 위에 원형 기둥을 세워 이층 건물을 지었다. 건물 안에는 방 한 칸을 들였다. 정자 왼쪽에 있는 관선재(觀仙齋)라는 사당은 후손들이 세운 것이다.

## 현지 안내문
이 건물은 조선 후기에 벼슬을 지낸 박치기가 1870년에 세운 정자이다. 그는 벼슬에서 물러나 심신을 단련하기 위해 이 정자를 지었다고 한다. 그래서 정자 이름을 퇴수정이라고 하였다. 정자 앞으로는 시냇물이 흐르고 뒤에는 암석이 높게 솟아 있다. 받침부에 사각형 주춧돌을 놓고 그 위에 원형 기둥을 세워 이층 건물을 지었다. 건물 안에는 방 한 칸을 들였다. 정자 왼쪽에 있는 관선재라는 사당은 후손들이 세운 것이다. 여름이면 시냇물과 암석이 어우러진 풍경에, 더위를 씻어주는 시원한 바람이 불어와 시름을 덜게 한다.

## 참고 자료
- 퇴수정 - 국가유산청 국가유산포털